# Brême
Die Brême ist ein kleiner Fluss im Osten Frankreichs, der im Département Doubs der Region Bourgogne-Franche-Comté südöstlich der Stadt Besançon verläuft.

## Geographie

### Verlauf
Die Brême entspringt unter dem Namen Ruisseau de Breuillots im westlichen Gemeindegebiet von Fallerans, knapp an der Grenze zur Nachbargemeinde Étalans, entwässert generell Richtung Westsüdwest und mündet nach insgesamt rund 16 Kilometern an der Gemeindegrenze von Ornans und Scey-Maisières als rechter Nebenfluss in die Loue. Aufgrund der geologischen Gegebenheiten finden sich im Mittelteil und Unterlauf der Brême mehrere sehenswerte Naturschauspiele.

### Orte am Fluss
(Reihenfolge in Fließrichtung)
- Étalans
- Le Petit Champagnole, Gemeinde Guyans-Durnes
- Bonnevaux-du-Bas, Gemeinde Ornans
- Ornans
- Chateau de la Malcôte, Gemeinde Scey-Maisières

## Sehenswürdigkeiten
- Saut de la Brême, Wasserfall in Nordosten von Saules,
- Ravin du Pré Noir- auch Ravin du Puits Noir genannt, Schlucht im Unterlauf des Flusses,
- Puits de la Brême ist eine Doline und ein Brunnen, der bei starkem Regen überflutet wird,
- ehemaliges Eisenbahnviadukt im Mündungsbereich über die Brême, heute als Radweg verwendet.

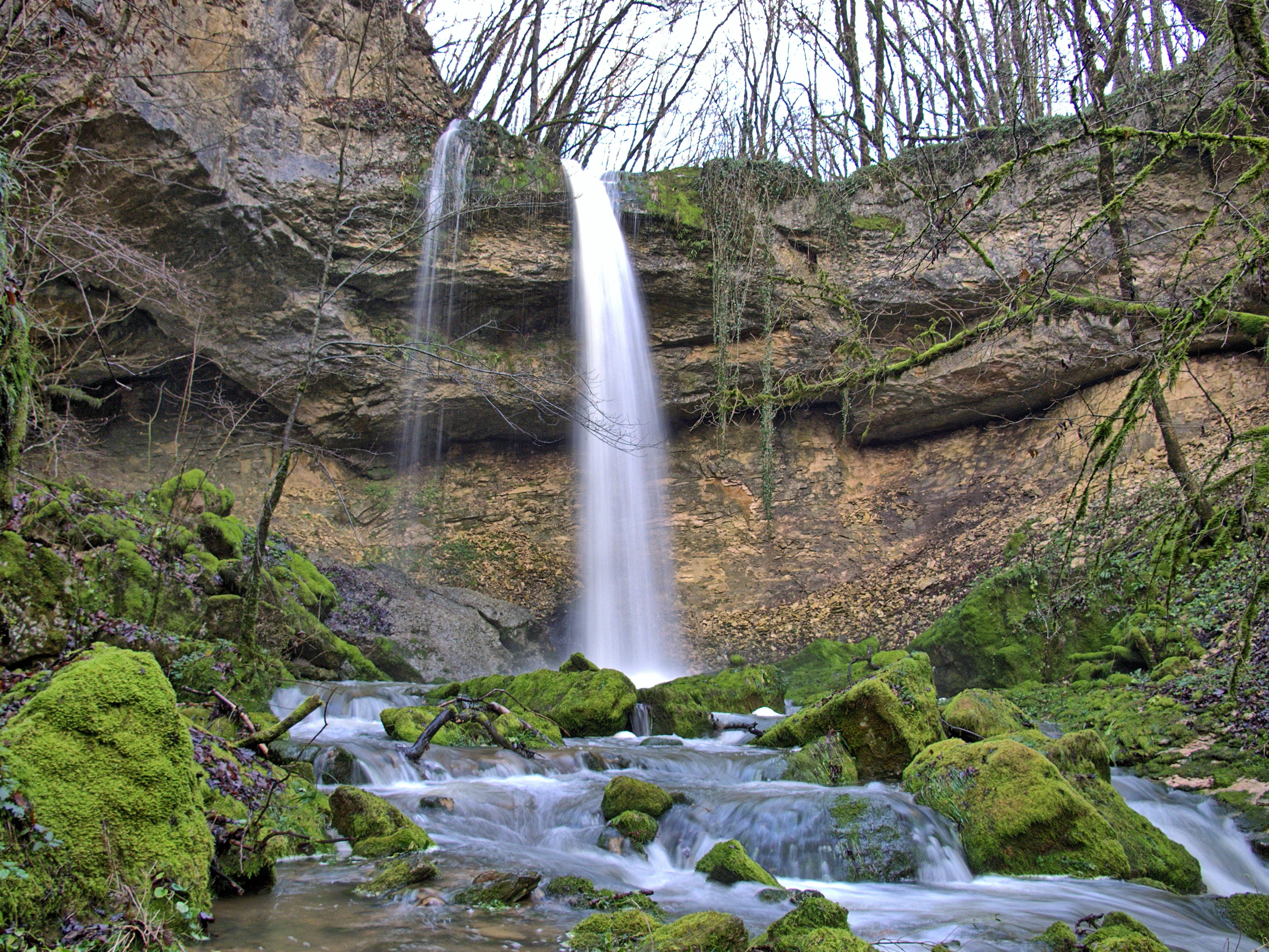
Saut de la Brême
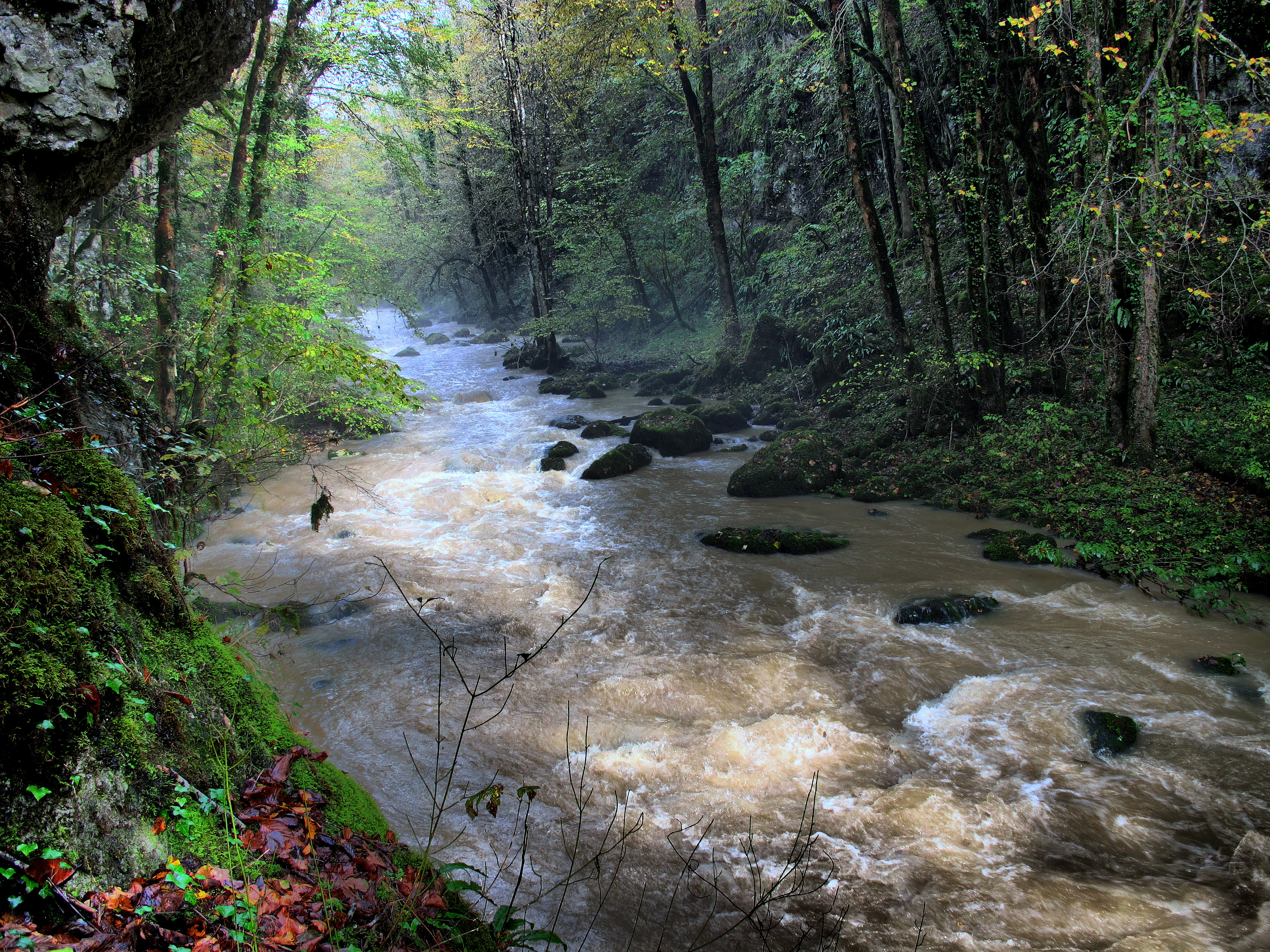
Ravin du Puits Noir
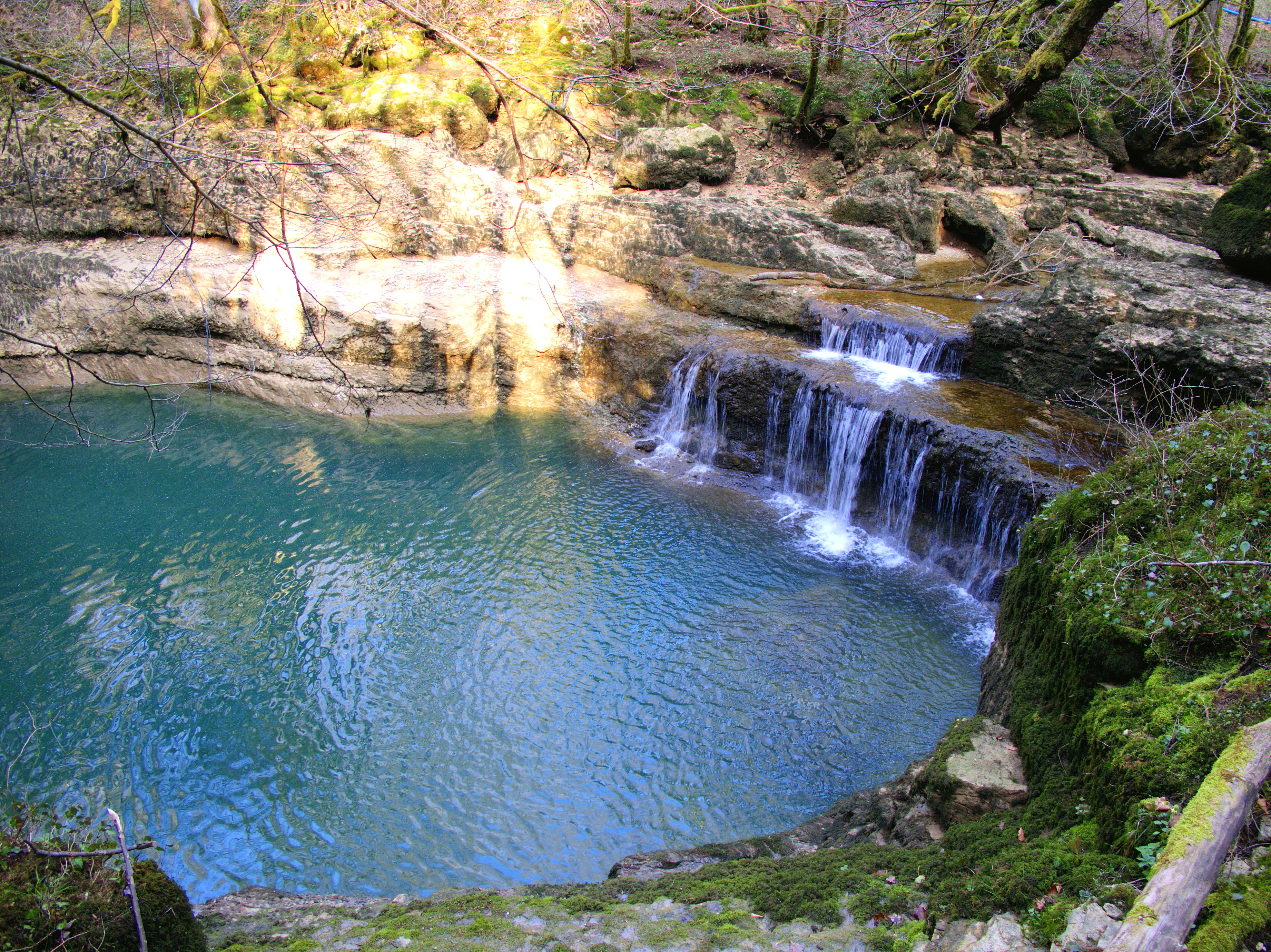
Puits de la Brême
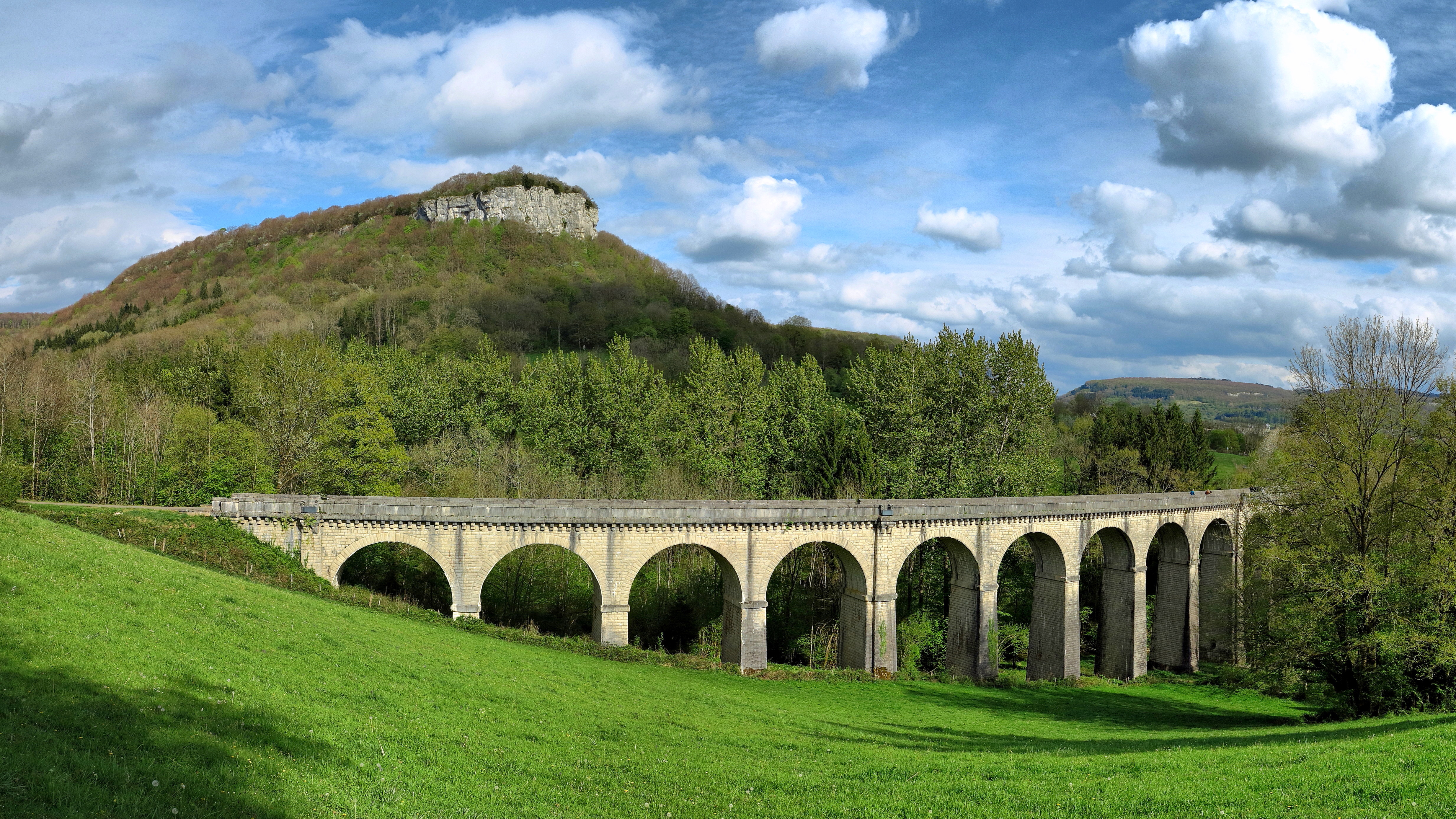
Viadukt über die Brême